# مت کلارک (بازیکن فوتبال)
مت کلارک (انگلیسی: Matt Clark؛ زادهٔ ۱۶ نوامبر ۱۹۹۲) بازیکن فوتبال اهل بریتانیا است.
از باشگاه‌هایی که در آن بازی کرده‌است می‌توان به باشگاه فوتبال سالزبری سیتی، باشگاه فوتبال آکسفورد سیتی، باشگاه فوتبال فروم تاون، و باشگاه فوتبال سوئیندون تاون اشاره کرد.